# 혁종
돈근친왕(惇勤親王, 1831년 7월 23일 ~ 1889년 2월 18일)은 중국 청나라 제8대 황제 도광제(道光帝)의 서자(庶子)로 출생하였고 이복 숙부인 청나라 황족 돈각친왕(惇親恪王)의 양자로 출계한 황족 종실이며 이름은 애신각라 혁종(愛新覺羅 奕誴)이다. 1834년 돈근친왕(惇勤親王)에 책봉되었다.

## 같이 보기
- 돈친왕